# 감라웁살라

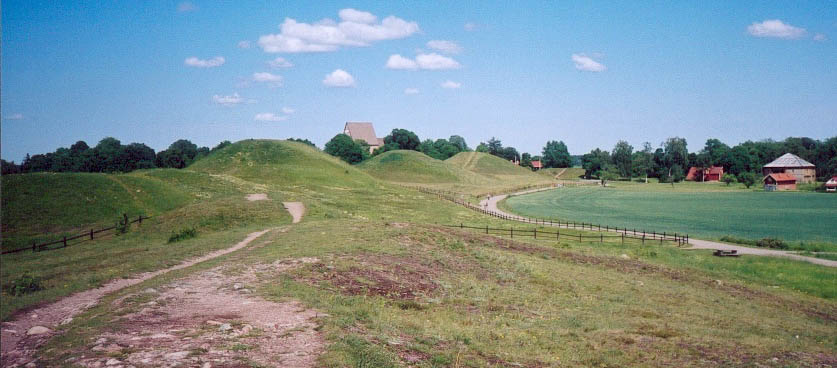
감라웁살라

감라웁살라(스웨덴어: Gamla Uppsala [²ɡamːla ²ɵpːsɑːla][*])는 스웨덴 웁살라 교외의 마을이다. 2016년 기준 인구는 17,973 명이다. "감라웁살라"란 "구(舊) 웁살라"라는 뜻이다.
3-4세기 벤델 시대부터 정치, 경제, 종교적 중심지였다. 일종의 의회(팅그)인 스비아 팅그가 소재한 곳이었다. 디스팅이라는 축제와 디사블로트라는 인신공양 의식이 행해졌다.
이후 중세에도 우플란드에서 가장 큰 마을이었고, 1164년에는 스웨덴의 대주교좌 지역이 되었다.